# 流星語
《流星語》，是一部在1999年上映的香港電影。

## 劇情簡介
少君（琦琦）將兒子拋棄在李兆榮（張國榮）的豪華遊艇內，希望兒子可以被有錢人收養。兆榮在金融風暴中輸得一敗塗地，在遊艇中遇上這小生命，收養了他。轉眼四年，明仔（葉靖嵐）一直與兆榮在護老院天臺木屋相依爲命，過着簡單的生活。
另一方面，少君已搖身一變成爲慈善基金會主席。不過她仍對當年拋棄兒子的事感到內疚。直至遇上兆榮與明仔，少君覺得與明仔感到份外投緣。

## 主演
| 演員   | 角色     |
| 張國榮 | 李兆榮   |
| 葉靖嵐 | 明仔     |
| 琦琦   | 王少君   |
| 狄龍   | 龍sir    |
| 吳家麗 | 蘭姐     |
| 林家棟 | Sam      |
| 蘇志威 | 雀友     |
| 鄧一君 | 細華     |
| 李蕙敏 | 蛾姐     |
| 向雪懷 | 鍾醫生   |
| 張同祖 | 郵差     |
| 潘芳芳 | 教育官   |
| 董瑋   | 貨車司機 |
| 林超賢 | 警局沙展 |

## 花絮
當年香港經濟不景氣，電影市場低迷。《流星語》是「創意聯盟」的首部電影，創意聯盟宗旨是希望以低成本來創造出好電影。因此張國榮只是象徵式收了「一元片酬」接拍此片，更積極出席宣傳活動。
此外，雖然電影以低成本製作。但片中配角狄龍與吳家麗分別獲得第十九屆香港電影金像獎最佳男、女配角。

## 主題曲
| 曲別   | 歌名       | 作曲   | 作詞 | 編曲     | 演唱者 |
| ------ | ---------- | ------ | ---- | -------- | ------ |
| 主題曲 | 《小明星》 | 張國榮 | 林夕 | Alex San | 張國榮 |

## 獎項
| 頒獎典禮                 | 獎項       | 名單   | 結果 |
| ------------------------ | ---------- | ------ | ---- |
| 第十九屆香港電影金像獎   | 最佳男配角 | 狄龍   | 獲獎 |
| 第十九屆香港電影金像獎   | 最佳女配角 | 吳家麗 | 獲獎 |
| 2001年度日本香港電影通信 | 最佳男演員 | 張國榮 | 獲獎 |
| 第36屆金馬獎             | 最佳男配角 | 狄龍   | 提名 |